# Șarîn, Babanka
Șarîn (în ucraineană Шарин) este o comună în raionul Babanka, regiunea Cerkasî, Ucraina, formată numai din satul de reședință.

## Demografie
Componența lingvistică a comunei Șarîn
     Ucraineană (96,97%)
     Rusă (1,89%)
     Alte limbi (1,14%)
Conform recensământului din 2001, majoritatea populației comunei Șarîn era vorbitoare de ucraineană (96,97%), existând în minoritate și vorbitori de rusă (1,89%).